# Uhřice (Zlín)
Uhřice é uma comuna checa localizada na região de Zlín, distrito de Kroměříž.